# Kimia Alizadeh
Kimia Alizadeh Zonouzi (persisk: کیمیا علیزاده زنوزی ; født 10. juli 1998) er en iransk taekwondoudøver.
Alizadeh vandt en bronzemedalje i taekwondo 57 kg vægtklassen ved sommer-OL 2016 i Rio de Janeiro ved at besejre den svenske atlet Nikita Glasnović.
I 2024 modtog hun sit bulgarske statsborgerskab, før hun vandt guld ved  European Taekwondo Championships 2024 og repræsenterede Bulgarien ved Sommer-OL 2024, hvor hun vandt bronze.